# WOW HD
WOW HD ist ein Internet-Versandhaus, das CDs, DVDs sowie Konsolen- und Computerspiele vertreibt.
Das Geschäft wurde im Februar 2000 in Großbritannien unter dem Namen CD WOW! gestartet und breitete sich später auch auf andere Länder aus. Eine Seite in deutscher Sprache gibt es seit April 2003.
Das Versandhaus geriet 2003 in die Schlagzeilen, als es von der Britischen Musikindustrie (British Phonographic Industry, BPI) verklagt wurde, da CDs um bis zu 25 % billiger verkauft würden, als es in Großbritannien üblich sei. Die beanstandeten CDs waren zwar legal, jedoch nur für den Verkauf und den Vertrieb in Hongkong lizenziert, sodass die Preise für diesen Markt festgesetzt worden waren. Die BPI argumentierte, dass die niedrigen Preise dem Wettbewerb in Großbritannien und dem restlichen Europa schaden würden, und verklagte CD WOW! und deren Muttergesellschaft Music Trading On-Line (HK) Ltd. unter Berufung auf das englische „Copyright, Designs and Patents“-Gesetz aus dem Jahre 1988. CD WOW! entschloss sich daraufhin, die Preise generell um 1 £ (etwa 1,50 €) zu erhöhen, und führte die Prozesskosten als Grund dafür an, das Verfahren vor dem High Court of Justice nicht durchführen zu wollen.
Laut einem Bericht der BPI vom Mai 2007 wurde das Versandhaus zur Zahlung einer Strafe von umgerechnet 41 Millionen £ wegen Copyright-Verletzungen verurteilt. Das Urteil ist jedoch nicht rechtskräftig. Nach einem Bericht des britischen Magazins MCV stand CD WOW! unter Insolvenzverwaltung von Borelli Walsh. Im August 2007 wurde CD WOW! an das australische Internetunternehmen Stomp Entertainment verkauft und gestaltete seinen Internetauftritt neu.
Ende Februar 2012 wurde CD WOW! in WOW HD umbenannt. Eigentümer ist Elan Media Partner Pty Ltd.